# Relaciones Bosnia Herzegovina - Santa Sede
Bosnia y Herzegovina y la Santa Sede han mantenido relaciones diplomáticas desde que Bosnia declaró su independencia en 1992. Ambos estados han firmado un concordato y ha habido tres visitas papales a la multi-confesional Bosnia y Herzegovina. Las relaciones con la Santa Sede han sido alentadas principalmente por los oficiales bosnio-croatas (católicos) y los bosnios (musulmanes), pero a veces siendo agraviados por los bosnio-serbios (ortodoxos)

## Historia
Las relaciones de la Santa Sede con Bosnia medieval fueron por lo menos tensas. El Papado fue hostil hacia Bosnia debido a la creciente independencia y fuerza de la Iglesia Bosnia, designada como herética por la Iglesia católica y la Iglesia Serbia Ortodoxa, el Papa Inocencio III envió un legado a Ban Kulin en 1203, recibiendo la rendición oficial del gobernante. Aunque en la práctica nada cambió. Los Papas Honorio III y Gregorio IX predicaron por la guerra contra Bosnia, culminando en la poco exitosa Cruzada bosnia en 1235. Las relaciones entre la Santa Sede y Bosnia mejoraron eventualmente. El Papa Pío II incluso envió una corona para ser utilizada en la coronación del Rey Esteban Tomašević en 1461. A pesar de esto, dos años más tarde, el independiente Reino de Bosnia fue conquistado por el Imperio Otomano.
La Santa Sede reconoció la independencia de la República de Bosnia y Herzegovina de la República Federal Socialista de Yugoslavia el 7 de abril de 1992, un mes después del referéndum de independencia del país. Empezando el 20 de agosto de 1992, la Santa Sede estuvo entre los primeros países en establecer relaciones diplomáticas con Bosnia y Herzegovina, un país de múltiples confesiones con tres pueblos principales que lo constituyen: los Bosnios (mayormente musulmanes), los Serbios Ortodoxos y los Croatas Católicos.

## Concordato
La firma del concordato con Bosnia y Herzegovina fue prevenido en junio de 2007 por miembros serbios de la Cámara de los Pueblos de Bosnia y Herzegovina, quien dijo que las relaciones con la Iglesia Serbia Ortodoxa debía ser regulada primero. El vicepresidente de la Cámara de los Pueblos, Sulejman Tihić, insistió en que el concordato sería una convención internacional, no como el acuerdo con la Iglesia Serbia Ortodoxa ya que esta última es más una comunidad religiosa más que un estado independiente, pero sus esfuerzos para destacar la importancia de las relaciones internacionales con la Santa Sede fueron ignorados por los miembros Serbios.
El concordato fue finalmente ratificado por la Presidencia de Bosnia y Herzegovina el 20 de agosto de 2007, reconociendo la "personalidad jurídica pública de la Iglesia Católica en Bosnia y Herzegovina" y concediendo "un número de derechos, incluyendo el reconocimiento de los feriados católicos".

## Visitas estatales

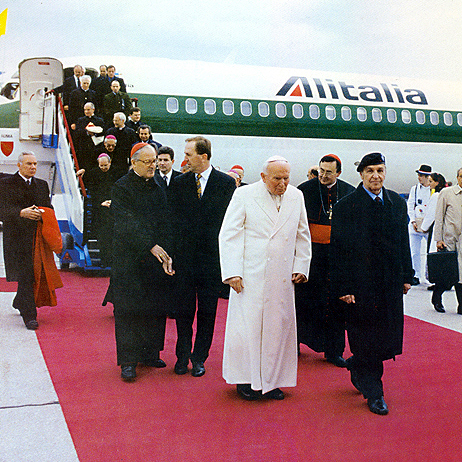
Izetbegović Y Zubak saludando a Juan Pablo II en el aeropuerto en abril de 1997

El Papa Juan Pablo II planeó visitar Sarajevo, la capital de Bosnia y Herzegovina, durante la Guerra de Bosnia en 1994. Los dirigentes Serbio-bosnios, quienes asediaban la ciudad, dijeron que no garantizarían su seguridad, y la visita fue cancelada.
El Papa Juan Pablo II realizó una visita estatal en abril de 1997, siguiendo el fin de la guerra. Momčilo Krajišnik, el miembro serbio de la tripartita Presidencia de Bosnia y Herzegovina, rechazó formar parte de la bienvenida a Juan Pablo II en el Sarajevo Aeropuerto Internacional el 12 de abril, diciendo que los cristianos ortodoxos no reconocen papas. El miembro musulmán y Presidente de la Presidencia, Alija Izetbegović, estuvo allí para dar la bienvenida al Papa. La visita se realizó a pesar de que la policía había descubierto un alijo de 23 minas terrestres plantadas a lo largo de la antigua Avenida de los Francotiradores por el cual Juan Pablo II sería conducido, Izetbegović se ofreció a acompañar a su huésped a lo largo de la ruta "como un gesto de solidaridad en contra de las amenazas terroristas". El 14 de abril, el Papa se encontró con los tres miembros de la Presidencia, incluyendo a Krešimir Zubak y a Momčilo Krajišnik, reuniéndose en conjunto después de mantener reuniones individuales con cada uno de ellos.
Miembros de la Presidencia, concretamente Mirko Šarović, Sulejman Tihić y Dragan Čović, hicieron una visita estatal a la Santa Sede el 21 de marzo de 2003, con el presidente serbio Šarović invitando al Papa a visitar Bosnia y Herzegovina nuevamente. La visita subsiguiente del Papa a la ahora dominada por Serbio Ortodoxos ciudad de Banja Luka, el 22 de junio del mismo año, "fue uno de los recibimientos más fríos" que él había recibido.

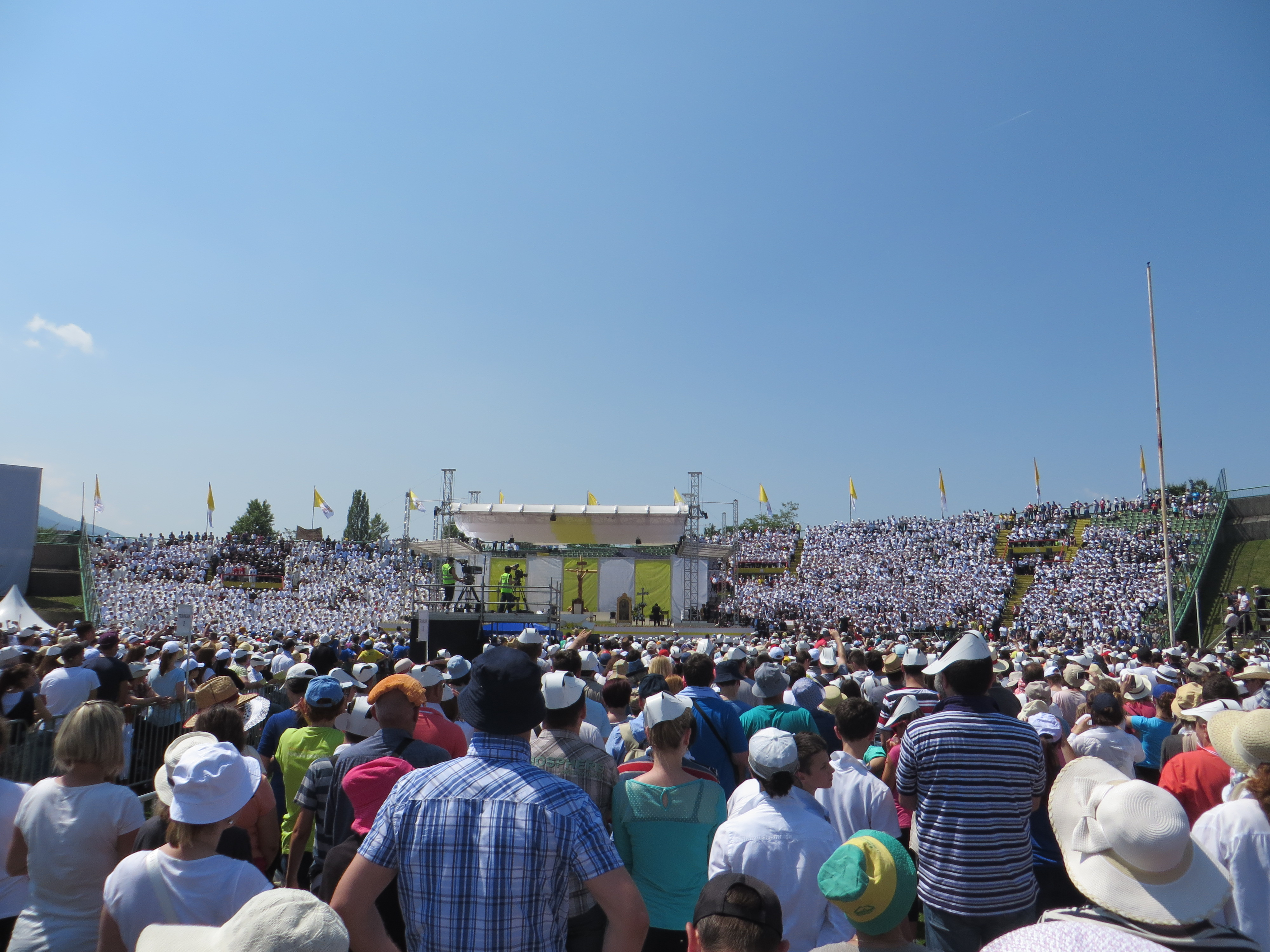
Papa Francis que celebrando misa en el Estadio Asim Ferhatović Hase de la ciudad de Koševo en junio de 2015.

La más reciente papal la visita a Bosnia y Herzegovina tuvo lugar el 7 de junio de 2015, cuándo Papa Francisco viajó a Sarajevo, continuando sus viajes a países con grandes poblaciones musulmanas. Allí se reunió con los miembros de la presidencia: Mladen Ivanić, Dragan Čović y Bakir Izetbegović en el palacio presidencial. El presidente Čović  visitó al Papa Francisco el 1 de junio de 2017 en una audiencia papal privada.

## Enviados
La corriente Nuncio Apostólico a Bosnia y Herzegovina es Luigi Pezzuto, nombrado por el Papa Benedicto XVI el 17 de noviembre de 2012. Slavica Karačić, es la embajadora actual de Bosnia y Herzegovina en la Santa Sede, entregó su acreditación diplomática al Papa Benedicto XVI el 10 de enero de 2013.